# Raphaël Éric Messi Bouli
Raphaël Éric Messi Bouli, conosciuto semplicemente come Raphaël Bouli (Yaoundé, 28 aprile 1992), è un calciatore camerunese, attaccante svincolato.

## Carriera

### Nazionale
Tra il 2013 ed il 2018 ha totalizzato complessivamente 6 presenze ed una rete con la maglia della nazionale camerunese.

## Palmarès

### Club

#### Competizioni nazionali
- Coppa del Camerun: 1

APEJES Academy: 2016